# Esther Kinsky
Esther Kinsky (ur. 12 września 1956 w Engelskirchen) – niemiecka tłumaczka, pisarka, poetka i eseistka.

## Życiorys
Urodziła się 12 września 1956 roku w Engelskirchen, jej ojciec pochodził z Galicji Wschodniej. Studiowała slawistykę i anglistykę w Bonn. W 1986 roku zaczęła zajmować się tłumaczeniem literackim, przekładając z języka polskiego, rosyjskiego i angielskiego. Jej pierwszymi przekładami z polskiego były wiersze Aleksandra Wata i książka dla dzieci Wiktora Woroszylskiego, z czasem tłumaczyła także m.in. dzieła Hanny Krall, Zygmunta Haupta, Magdaleny Tulli, Olgi Tokarczuk Joanny Bator i Ryszarda Krynickiego. Z języka angielskiego przekładała zaś twórczość Johna Clareʼa, Henryʼego Davida Thoreau czy Iaina Sinclaira. Jej tłumaczenia zostały wyróżnione takimi nagrodami jak Brücke Berlin 2002 (wraz z Tokarczuk), Nagrodą im. Paula Celana (2009) czy Nagrodą im. Karla Dedeciusa (2011). Należy do grona najważniejszych współczesnych tłumaczy literatury polskiej na niemiecki.
W 2009 roku ukazała się jej debiutancka powieść Sommerfrische. Do jej publikacji własnych należą powieści, tomiki poetyckie, eseje i książki dla dzieci. Jej utwory prozatorskie dwukrotnie zostały nominowane do nagrody Deutscher Buchpreis. W 2016 roku Kinsky otrzymała nagrodę Adelbert-von-Chamisso-Preis za całokształt twórczości ze szczególnym uwzględnieniem powieści Nad rzeką.
Wykładała na Uniwersytecie Fryderyka Wilhelma w Bonn.

## Wybrana twórczość

### Proza
- Tiefebene, 1995 (wspomnienia)[5]
- Sommerfrische, 2009 (powieść)[3]
- Banatsko, 2011 (powieść)[2][3]
- Fremdsprechen, 2013 (esej)[2], wyd. pol.: Obcowanie z obcym. Zofia Sucharska, Sława Lisiecka (tłum.). Wydawnictwo Od Do, 2021. ISBN 978-83-954393-5-3. Brak numerów stron w książce
- Am Fluß, 2014[2], wyd. pol.: Nad rzeką. Sława Lisiecka (tłum.). Biuro Literackie, 2017. ISBN 978-83-65125-60-6. Brak numerów stron w książce

### Poezja
- die ungerührte schrift des jahrs[3]